# John Grunsfeld
John Mace Grunsfeld (ur. 10 października 1958 w Chicago) – amerykański fizyk i astronauta.
Wziął udział w pięciu lotach wahadłowców, w tym w trzech ostatnich misjach naprawczych Kosmicznego Teleskopu Hubble’a: STS-103 (Discovery), STS-109 (Columbia) i STS-125 (Atlantis).
Stowarzyszenie Uczestników Lotów Kosmicznych (Association of Space Explorers) przyznało mu Universal Astronaut Insignia za lot orbitalny (nr 323).

## Loty kosmiczne
- 1995 – STS-67 – Endeavour (użycie obserwatorium ASTRO 2)
- 1997 – STS-81 – Atlantis (cumowanie do rosyjskiej stacji kosmicznej Mir)
- 1999 – STS-103 – Discovery (misja serwisowa Kosmicznego Teleskopu Hubble’a)
- 2002 – STS-109 – Columbia (misja naprawcza Kosmicznego Teleskopu Hubble’a – była to również ostatnia szczęśliwa misja promu kosmicznego Columbia, który uległ katastrofie w misji STS-107, dokładnie 11 miesięcy po starcie w misji STS 109)
- 2009 – STS-125 – Atlantis – kolejna i zarazem ostatnia misja naprawcza teleskopu Hubble’a.